# Brighton and Hove
Brighton and Hove é uma autoridade unitária com status de cidade em East Sussex, Inglaterra. Há várias aldeias ao lado dos resorts à beira-mar de Brighton e Hove no distrito. É administrado pelo Conselho Municipal de Brighton e Hove.
Os dois resorts, juntamente com Worthing e Littlehampton, em West Sussex, compõem a segunda área construída mais populosa do sudeste da Inglaterra, depois de South Hampshire. Em 2014, o Conselho Municipal de Brighton e Hove e outros conselhos próximos formaram a área de parceria empresarial local da Região da Cidade de Brighton.